# Linda Rüegg
Linda Rüegg (* 1995) ist eine Schweizer Unihockeyspielerin, die beim Nationalliga-A-Verein UHC Laupen unter Vertrag steht.